# Тимошенко Олексій Васильович
Олексій Васильович Тимошенко (біл. Аляксей Васілевіч Цімашэнка; нар. 9 грудня 1986, Гомель, Білоруська РСР) — білоруський футболіст, півзахисник гомельського «Локомотива».

## Життєпис
Розпочав кар'єру в «Гомелі», потім був відданий в оренду до річицького «Ведрича-97». У 2008 повернувся до гомельського клубу.
У липні 2011 року отримав травму та вибув до кінця сезону 2011 року. Після повернення в сезоні 2012 року вже не мав стабільного місця в основі та в серпні 2012 року відданий в оренду до бобруйскої «Білшини».
У лютому 2013 року остаточно залишив «Гомель» та став гравцем мозирської «Славії», де став міцним гравцем основи. Зазвичай грав на позиції правого півзахисника, іноді виступав як захисник. Провів за мозирський клуб усі 32 матчі чемпіонату, але не зумів врятувати команду від вильоту до Першої ліги.
У січні 2014 року знову опинився у «Білшині», де став основним правим півзахисником. У жовтні 2014 року не грав через травму, у листопаді 2014 року повернувся в основу.
У березні 2015 року перейшов до мікашевичського «Граніту». Закріпився в основному складі мікашевичців, використовувавшись на різних позиціях – від захисника до нападника. Після закінчення сезону 2015 року з'явилася інформація про інтерес до Тимошенко з боку мінського «Динамо», однак Олексій у січні 2016 року вирушив на перегляд до солігорського «Шахтаря» і незабаром підписав контракт із цим клубом. Проте, закріпитись в основі гірників не зміг і на полі з'являвся епізодично. Після закінчення сезону 2016 року залишив Солігорськ.
У січні 2017 року став гравцем «Вітебська». Сезон 2017 року розпочав у стартовому складі команди, грав як лівий захисник, але пізніше став рідше з'являтися на полі. Після закінчення сезону залишив вітебську команду і в лютому 2018 року приєднався до «Слуцька». У складі слуцької команди зарекомендував себе як гравця основи. У грудні 2018 року продовжив контракт із «Слуцьком». Він пропустив старт сезону 2019 року, але пізніше повернув собі місце у стартовому складі. Не грав у липні через травму. У грудні 2019 року контракт зі «Слуцьком» було розірвано.
У січні 2020 року приєднався до річицького «Супутника». Спочатку стабільно грав у стартовому складі, потім іноді виходив на заміну. За підсумками сезону 2020 року допоміг клубу вийти у Вищу лігу.
На початку 2021 року перейшов до гомельського «Локомотиву».

## Досягнення
- Білоруська футбольна вища ліга
  -  Срібний призер (1): 2016
  -  Бронзовий призер (1): 2011

- Кубок Білорусі
  -  Володар (1): 2010/11

- Суперкубок Білорусі
  -  Володар (1): 2012

- Перша ліга Білорусі
  -  Чемпіон (2): 2010, 2020